# Vadym Pružanov
Vadym Pružanov (in ucraino Вадим Пружанов?, angl. Vadim Pruzhanov; Černihiv, 18 giugno 1982) è un tastierista ucraino, ex membro del gruppo musicale power metal DragonForce.

## Biografia
È nato a Černihiv in Ucraina da genitori di origini russe che successivamente si trasferirono a Londra. Ha iniziato a suonare il pianoforte a 8 anni. Successivamente studiò al conservatorio finché, dopo 3 anni, non se ne stancò ed abbandonò gli studi e continuò a studiare da autodidatta. Fu in quel periodo che Vadym Pružanov scoprì la musica rock e decise che quella sarebbe stata la sua strada. All'età di 12 anni ricevette una tastiera Yamaha PSS-51 ed iniziò a creare una musica tutta sua, e da allora non ha mai smesso.
Oltre a suonare la tastiera, Vadym Pružanov è anche un abile chitarrista e possiede una chitarra Ibanez.
È stato influenzato da artisti come Yngwie Malmsteen, Strapping Young Lad, Steve Vai, Pantera, Judas Priest, Symphony X e Dream Theater.

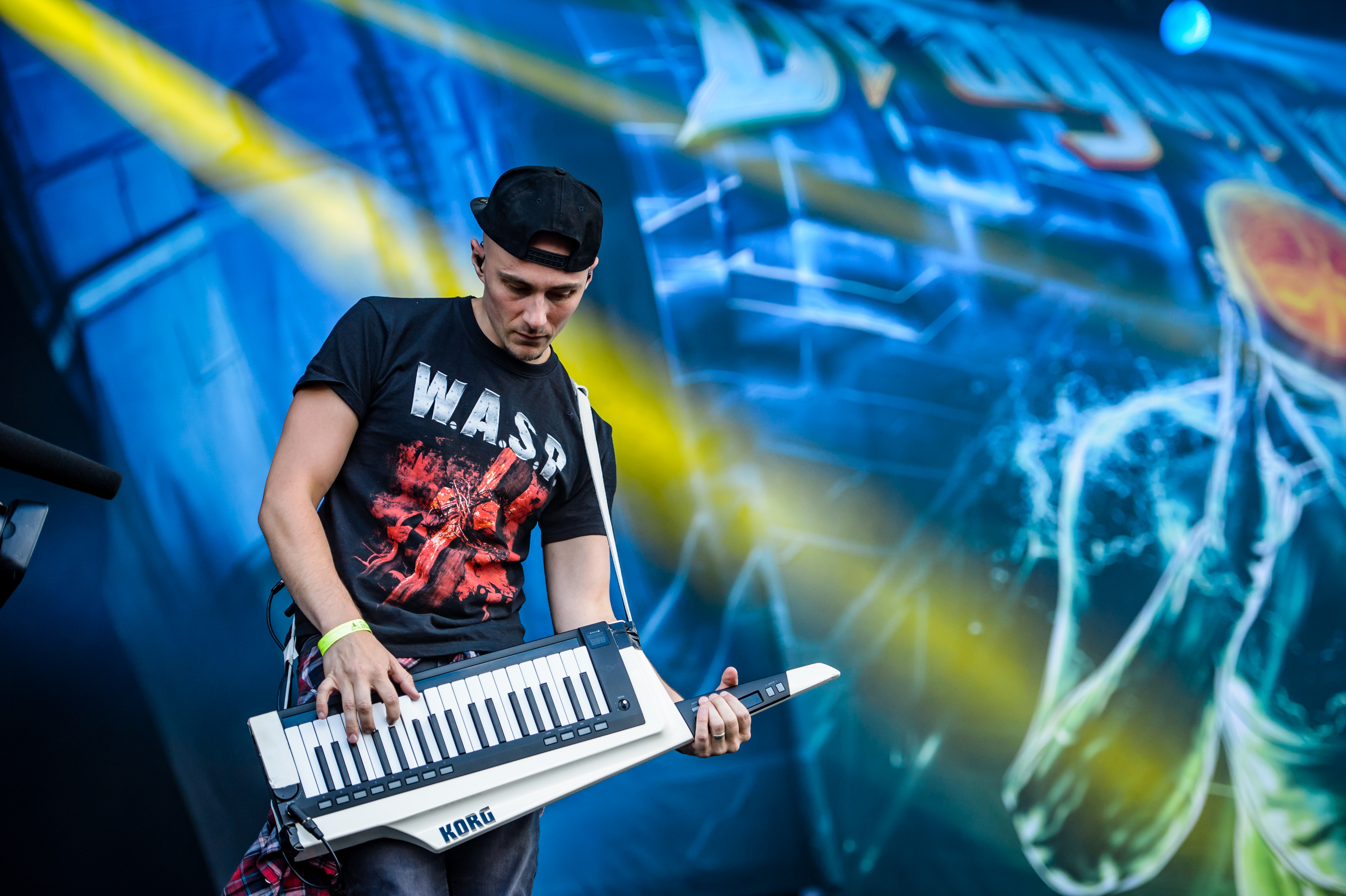
Pružanov con i Dragonforce nel 2016

Vadym Pružanov studiò alla scuola superiore Cardinal Wiseman RC High School a Greenford, nel Middlesex (Londra).

## Discografia

### Album in studio
- 2003 - Valley of the Damned (Noise Records / Sanctuary Records)
- 2004 - Sonic Firestorm (Noise / Sanctuary)
- 2006 - Inhuman Rampage (Roadrunner Records, Noise)
- 2008 - Ultra Beatdown (Roadrunner, Universal, Spinefarm Records)
- 2012 - The Power Within (Roadrunner Records)
- 2014 - Maximum Overload (Metal Blade Records)
- 2017 - Reaching into Infinity (earMUSIC, Metal Blade Records)